# Schnurrpfeife
Schnurrpfeife oder Schnurrpfeiferey/Schnurrpfeiferei ist ein veralteter Begriff für einen unbrauchbaren, nutzlosen und wertlosen Gegenstand, vergleichbar mit Tand oder Nippes. Abgeleitet ist er eventuell vom niedersächsischen Wort Schnürpfeife, für die Hülse, welche am Ende von Schnürsenkeln befestigt wird, da auch diese außerhalb dieser Verwendung keinen Nutzen oder Wert besitzt. Nach Duden ist Schnurrpfeiferei eine Ableitung von Schnurrpfeife „schnurrende Pfeife, Kinderei, Unnützes“.
Der Begriff Schnurrpfeiferei wird auch zur Bezeichnung für verschiedene Unterhaltungs- und Geschicklichkeitsspiele verwendet.